# Christian Fliegner

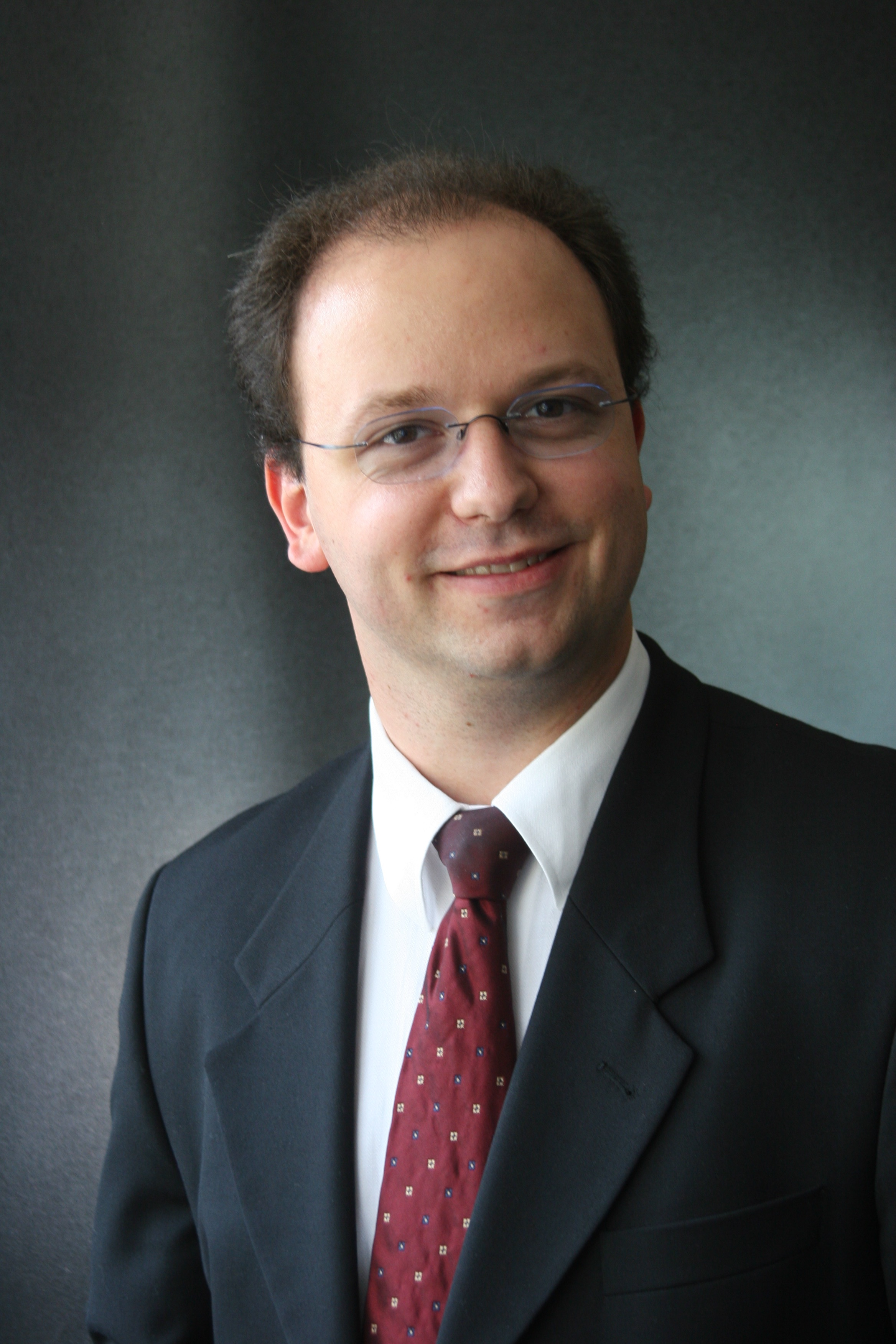
Christian Fliegner (2014)

Christian Fliegner (* 11. Dezember 1976 in Bad Tölz) ist ein deutscher Gesangspädagoge und Opernsänger (Tenor). Er war vom September 2014 bis März 2021 künstlerischer Leiter des Tölzer Knabenchores. Seit 2021 ist er der Ausbildungsleiter des Chores.

## Leben
Die musikalische Karriere von Christian Fliegner begann im Jahre 1984 beim Tölzer Knabenchor. Sein außergewöhnliches Gesangstalent führte dazu, dass er neben seiner Mitwirkung im Chor auch als Knabensopran tätig war. So sang er etwa die Stimme des Waldvogels in Wagners Siegfried unter Michael Gielen und die Partie des Ersten Knaben in Mozarts Zauberflöte in München und Hamburg. An der Oper Nizza sang er die Partie des Yniold in Pelléas et Mélisande von Claude Debussy.
Christian Fliegner, der heute als Tenor gleichermaßen im Opern- und Oratorienfach zu Hause ist, hat unter anderem im Jahre 2002 die Rolle des 3. Knappen in Wagners Parsifal unter der Leitung von Claudio Abbado bei den Osterfestspielen in Salzburg gesungen. 2011 sang er unter der Leitung von Enoch zu Guttenberg als Tenor Mozarts Exsultate, jubilate und die Krönungsmesse.
Seit 1992 ist er als Chorleiter und Stimmbildner beim Tölzer Knabenchor tätig.
Im September 2014 wurde Christian Fliegner zusammen mit Clemens Haudum künstlerischer Leiter des Tölzer Knabenchores. Dieses Amt hatte er bis März 2021 inne, als er dort die neu geschaffene Position des Ausbildungsleiters übernahm.

## Repertoire (Auswahl)

### Als Sopran-Solist des Tölzer Knabenchores
- Amor in Orfeo ed Euridice von Christoph Willibald Gluck
- Sopransolo im SATB des Weihnachtsoratoriums BWV 248 von Johann Sebastian Bach
- Sopransolo in der Matthäus-Passion BWV 244 von Johann Sebastian Bach
- Yniold in Pelléas et Mélisande von Claude Debussy
- Sopransoli in den Kleinen geistlichen Konzerten von Heinrich Schütz
- Melia in Apollo et Hyacinthus von Wolfgang Amadeus Mozart

### Als Tenor
- Tenor und Evangelist in der Matthäus-Passion BWV 244 von Johann Sebastian Bach
- Tenorsolo in der Krönungsmesse in C-Dur, KV 317 von Wolfgang Amadeus Mozart
- Tenorsolo in der Johannes-Passion BWV 245 von Johann Sebastian Bach
- Tenorsolo in Die Schöpfung Hob. XXI:2 von Joseph Haydn

## Veröffentlichungen
- Karin Windorfer und Christian Fliegner: Musikgeheimnisse. Gloor Verlag München 2007, ISBN 978-3-938037-08-9